# Port lotniczy Singapur-Seletar
Port lotniczy Singapur-Seletar – drugi co do wielkości port lotniczy Singapuru. Został otwarty w roku 1928 jako pierwsze lotnisko tego kraju. Początkowo było to lotnisko wojskowe.

## Linie lotnicze
- Airmark Aviation
- Berjaya Air